# Novojàtkovo
Novojàtkovo (en rus: Новожатково) és un poble del krai de Primórie, a l'Extrem Orient de Rússia, que en el cens del 2010 tenia 214 habitants.